# Bălgarevo, Dobrici
Bălgarevo (în bulgară Българево, în română Ghiaur-Suiuciuc) este un sat în comuna Kavarna, regiunea Dobrici, Dobrogea de Sud, Bulgaria.
Între anii 1913-1940 a făcut parte din plasa Balcic a județului Caliacra, România. Majoritatea locuitorilor erau găgăuzi. Satul este situat lângă Capul Caliacra.

## Descoperiri arheologice
Aici a fost descoperit un tezaur cu numeroase monede antice bătute de coloniile grecești din Pont. Printre acestea s-au descoperit și stateri emiși de Tomis și Callatis.

## Demografie
Componența etnică a satului Bălgarevo
     Bulgari (95,53%)
     Romi (1,28%)
     Nicio identificare (2,49%)
     Altele (0,9%)
La recensământul din 2011, populația satului Bălgarevo era de 1.321 locuitori. Din punct de vedere etnic, majoritatea locuitorilor (95,53%) erau bulgari, cu o minoritate de romi (1,28%). Pentru 2,49% din locuitori nu este cunoscută apartenența etnică.